# Cantone di Saint-Junien
Il Cantone di Saint-Junien è una divisione amministrativa dell'arrondissement di Rochechouart.
È stato costituito a seguito della riforma approvata con decreto del 20 febbraio 2014, che ha avuto attuazione dopo le elezioni dipartimentali del 2015.

## Composizione
Comprende i seguenti 8 comuni:
- Chaillac-sur-Vienne
- Javerdat
- Oradour-sur-Glane
- Saillat-sur-Vienne
- Saint-Brice-sur-Vienne
- Saint-Junien
- Saint-Martin-de-Jussac
- Saint-Victurnien